# 兵庫県立文化体育館
兵庫県立文化体育館（ひょうごけんりつぶんかたいいくかん）は、兵庫県神戸市長田区にある体育館及び多目的ホールである。

## 概要
旧施設が阪神・淡路大震災で倒壊したため、建て替えられ1998年に現施設が完成。
2011年4月1日よりミズノグループが指定管理者として管理・運営に当たっている。
2017年4月1日より3年間、神戸常盤大学や神戸常盤女子高等学校などを運営する学校法人玉田学園と命名権契約を結び、「神戸常盤アリーナ（こうべときわアリーナ）」の名称となる。

## 施設

### 本館
- 多目的ホール
  - 定員：2474席
  - 有効面積：1400m2
  - 卓球20面、バドミントン8面、バレーボール2面、バスケットボール2面、空手、剣道、柔道、映画会、音楽会、式典等
- 小ホール
  - 定員：138席
  - 有効面積：165m2
  - 音楽会、講演会、映画会等
- 会議室A・B1-B2
- 創作室
- 研修室A・B・C
- 和室会議室
- 特別会議室
- 文体ギャラリー、中央ギャラリー
- レストラン

### スポーツ館
- 体育室
  - 面積：873m2
  - バスケットボール2面、バレーボール2面、バドミントン3面、卓球他
- 柔道場
  - 面積：190m2（10.8m×15.2m）
  - 柔道、空手、合気道、体操
- 剣道場
  - 面積：190m2（11m×15.2m）
  - 剣道、空手、卓球（4 - 6台）、ダンス、エアロビクス
- 多目的室（スポーツ館）
  - 面積：149m2（11m×12.2m）
  - 高さ：3.8ｍ
  - ダンス、エアロビクス
- ランニングコース
  - 1周110m
- プール
  - 25m×7コース(水深1.2 - 1.3ｍ)
- トレーニングルーム
  - エアロビクス、エアロバイク、ランニングマシン、ステップマシン、筋力トレーニング、コンビネーションマシン、クランチ、バックエクステンション

## 主なイベント
- のじぎく兵庫国体バスケットボール競技
- B.LEAGUE、西宮ストークスのホームゲーム
- DRAGON GATE定期興行

## 交通
- 西代駅（阪神神戸高速線・山陽電車）